# 10 Pułk Armat Polowych (austro-węgierski)
Pułk Armat Polowych Nr 10 (FKR. Nr. 10) – pułk artylerii polowej cesarskiej i królewskiej Armii.

## Historia pułku
1 maja 1885 roku w Budapeszcie został sformowany 7. Ciężki Dywizjon (niem. 7. Schwere Batterie-Division). Dywizjon został włączony w skład 4 Brygady Artylerii. Na stanowisko komendanta dywizjonu wyznaczony został ppłk Michael von Strommer. W 1887 roku ppłk Strommer został dowódcą artylerii 15 Korpusu w Sarajewie, a na stanowisku komendanta dywizjonu zastąpił go mjr Arthur von Arbter (awansowany 1 stycznia 1890 roku na stopień podpułkownika). W 1890 roku oddział został przemianowany na 7. Dywizjon (niem. 7. Batterie-Division).
W 1914 roku pułk stacjonował w Budapeszcie. 
Pułk pod względem taktycznym został podporządkowany komendantowi 31 Dywizji Piechoty w Budapeszcie, a pod względem wyszkolenia komendantowi 4 Brygady Artylerii Polowej.
Swoje święto pułk obchodził 24 czerwca w rocznicę bitwy pod Custozą stoczonej w 1866 roku.

## Komendanci pułku
- płk Ferdinand Rost (1894[6] – )
- płk Friedrich Schirza (1914[4])